# Liste der Naturdenkmale in Schlierschied
Die Liste der Naturdenkmale in Schlierschied nennt die im Gemeindegebiet von Schlierschied ausgewiesenen Naturdenkmale (Stand 13. Mai 2024).

## Naturdenkmale
| Nr.         | Bezeichnung            | Lage                                                   | Beschreibung                              | Bild                                    |
| ----------- | ---------------------- | ------------------------------------------------------ | ----------------------------------------- | --------------------------------------- |
| ND-7140-038 | Zwei Eichen            | südlich des Ortes; Abteilung Auf der Struth Lage       | Quercus sp., zwei Bäume                   | Direkt Bild zu diesem Denkmal hochladen |
| ND-7140-097 | Felspartie Langenstein | südöstlich des Ortes, oberhalb des Simmerbachtals Lage | Felsformation; flächenhaftes Naturdenkmal | mehr Fotos \| Fotos hochladen           |

## Ehemalige Naturdenkmale
| Nr. | Bezeichnung                     | Lage                                       | Beschreibung                                              | Bild                                    |
| --- | ------------------------------- | ------------------------------------------ | --------------------------------------------------------- | --------------------------------------- |
|     | Eiche vor der ehemaligen Schule | Auf der Heide, hinter Nr. 20 Lage          | Quercus sp.; Rechtsverordnung 2001 aufgehoben             | Direkt Bild zu diesem Denkmal hochladen |
|     | Zwei Eichen am Angelbach        | nördlich des Ortes; Flur Im Saulstück Lage | Quercus sp., zwei Bäume; Rechtsverordnung 2001 aufgehoben | Direkt Bild zu diesem Denkmal hochladen |